# Антиметаболиты
Антиметаболиты — цитостатические противоопухолевые химиотерапевтические лекарственные препараты, чей механизм действия основан на ингибировании (иначе говоря, конкурентном антагонизме) определённых биохимических процессов, критически необходимых для размножения злокачественных опухолевых клеток, то есть для процесса деления, митоза, репликации ДНК.
В свою очередь, ингибирование процесса деления клеток приводит к запуску процесса апоптоза (программируемой клеточной смерти), а на макроуровне — к некрозу опухоли и ремиссии онкологического заболевания.

## Другие применения антиметаболитов
Помимо противоопухолевой активности, многие из антиметаболитов обладают также клинически значимой иммуносупрессивной, противоревматической и противовоспалительной активностью, не пропорциональной степени вызываемой ими миелосупрессии и лейкопении, и реализующейся в гораздо меньших дозах, чем дозы, необходимые для лечения онкологических заболеваний. Благодаря этому некоторые антиметаболиты, в частности азатиоприн, меркаптопурин, тиогуанин, метотрексат, флударабин, нашли своё применение также и в качестве иммуносупрессоров, противовоспалительных и болезнь-модифицирующих противоревматических агентов при трансплантации органов и при аутоиммунных и ревматологических заболеваниях, таких, как ревматоидный артрит, системная красная волчанка, псориаз, неспецифический язвенный колит.

## Классификация антиметаболитов
Антагонисты пуринов:
- Азатиоприн;
- Кладрибин;
- Клофарабин;
- Флударабин;
- Меркаптопурин;
- Неларабин;
- Пентостатин;
- Тиогуанин;
- Фопурин.

Антагонисты пиримидинов:
- Азацитидин;
- Капецитабин;
- Кармофур;
- Цитарабин;
- Децитабин;
- Флоксуридин;
- 5-Фторурацил;
- Гемцитабин;
- Тегафур;
- Тегафур-урацил;
- Тегафур/гимерацил/отерацил;

Антагонисты фолиевой кислоты:
- Метотрексат;